# Amara aeneopolita
Amara aeneopolita es una especie de escarabajo del género Amara de la familia Carabidae. Es originaria de parte de Asia.
- Datos: Q4740083
- Especies: Amara aeneopolita